# 레 미제라블
《레 미제라블》(프랑스어: Les Misérables →비참한 사람들)은 1862년에 프랑스의 작가 빅토르 위고가 쓴 소설로, 잘 알려진 19세기 소설 중 하나다. 제목인 《레 미제라블》은 ‘불쌍한 사람들’이라는 의미이며, 대한민국에서는 《장발장》으로도 소개되었다.
프랑스 민중들의 비참한 삶과 1832년에 있었던 프랑스 6월 봉기를 소재로 하였다. 민중들에 대한 작가의 관심과 사회개혁의지를 보여주는 사회소설로 분류되기도 하나 실제로는 인간의 죄와 구원에 대한 실천적인 해법은 무엇인가에 대한 작가의 대답이기도 하다. 실제로 시민혁명에 동참했다가 정부군의 진압으로 부상당한 마리우스를 장발장이 하수도를 통해 피신시키는 장면은 작가의 사회운동에 대한 관심과 지지 뿐만 아니라 행위를 통한 인간의 죄와 구원을 향한 열망을 보여주고 있다.
《레 미제라블》은 영화, 뮤지컬, 연극 등으로 많이 만들어졌으며, 대한민국에서는 한국방송(KBS)에서 어린이들의 눈높이에 맞추어 인형극으로 각색하여 방영하였다.

## 줄거리
굶주리는 일곱 조카들을 위해 빵 한 조각을 훔친 죄로 19년의 감옥살이를 한 장 발장. 전과자라는 이유만으로 모두의 박해를 받던 장 발장은 자신의 집에서 하룻밤을 재워주고 자신이 훔친 은식기에 은촛대까지 선물로 준 미리엘 주교에게 감명받아 새로운 삶을 살기로 결심한다. 미리엘 주교의 사랑에 감동받은 장 발장은 정체를 숨기고 '마들렌'이라는 새 이름으로 시장이 되어 가난한 이들을 도와주며 살던 중 팡틴과 마주친다. 죽음을 눈앞에 둔 팡틴은 자신의 딸 코제트를 장 발장에게 부탁한다. 자신과 비슷한 용모를 지닌 상마튜라는 사람이 장발장으로 재판정에 선다는 것을 알게 된 장발장은 크게 고민하다가 재판정을 찾아가 자신이 진짜 장발장임을 밝힌다. 이후 장발장은 다시 도형장에 끌려가지만 물에 빠진 선원을 구하고난 뒤 수영하여 탈출한다. 그 이후 테나르디에 부부에게 혹사당하던 코제트를 구하고 입양하여 자신이 키우기 시작했다. 자베르의 눈을 피해 수도원에서 포슐르방 노인에게 도움을 받아 살아가며 코제트를 키우다가 코제트에게 수도원 밖 삶을 보여주기 위해 파리로 이사한다. 이후 마리우스라는 청년과 코제트가 사랑에 빠지게 되고 결국 결혼까지 한다. 장 발장은 처음엔 코제트를 뺏긴 것 같은 분노에 사로잡혔다. 그 후 마리우스는 장 발장이 나쁜 일을 많이 저지르고 자신을 죽이려고 했다고 오해를 해서 코제트가 장발장을 만나지 못하게하고 장 발장을 피해 다닌다. 하지만 테나르디에가 장 발장이 마리우스를 죽인 살인자라는 모함을 하려했지만, 그것은 오히려 마리우스에게 장 발장이 마리우스의 생명의 은인인 것을 알아채게 만들었다.
마리우스가 코제트에게 자초지종을 얘기하고 장 발장을 찾았을 때 장 발장은 이미 코제트를 보지 못하는 슬픔에 죽어가고 있었고, 삶의 마지막 순간에 코제트와의 재회를 크게 기뻐하며 만족스럽게 삶을 마감한다.

## 등장인물

### 주요인물
- 장 발장
- 자베르
- 팡틴
- 코제트
- 마리우스 퐁메르시
- 테나르디에 부부
- 에포닌 테나르디에
- 앙졸라

### 주변 인물
- 미리엘 신부
- 포슈르방(포슐방)
- 아젤마 테나르디에
- 가브로슈 테나르디에

## 같이 보기
- 레 미제라블 (뮤지컬)
- 레 미제라블 (2012년 영화)
- 6월 봉기